# Fulvia Mammi
Fulvia Mammi (Roma, 25 maggio 1927 – Bologna, 4 giugno 2006) è stata un'attrice e doppiatrice italiana.

## Biografia
Ha frequentato l'Accademia nazionale d'arte drammatica ed è stata attrice di teatro (il "Piccolo Teatro di Milano" di Paolo Grassi e Giorgio Strehler), di televisione e di cinema, nonché doppiatrice.
Ha proseguito la sua carriera in tournée con la compagnia di Giuseppe Patroni Griffi, fino agli anni settanta, nei quali si è dedicata all'insegnamento della recitazione a diverse giovani attrici (Nastassja Kinski, Isabella Ferrari), e alla sua ultima passione, la pittura. Nel 1952 ha avuto un figlio, Guido, dal regista Eriprando Visconti.
È morta all'alba del 4 giugno 2006 a Bologna, ospite della Casa di riposo per Artisti.

## Filmografia

### Cinema
- Fifa e arena, regia di Mario Mattoli (1948)
- La fiamma che non si spegne, regia di Vittorio Cottafavi (1949)
- Guarany, regia di Riccardo Freda (1950)
- Contro la legge, regia di Flavio Calzavara (1950)
- I cadetti di Guascogna, regia di Mario Mattoli (1950)
- Sigillo rosso, regia di Flavio Calzavara (1950)
- Totò terzo uomo, regia di Mario Mattoli (1951)
- La regina di Saba, regia di Pietro Francisci (1952)
- Rosso e nero, regia di Domenico Paolella (1954)
- Il bell'Antonio, regia di Mauro Bolognini (1960)
- I terribili 7, regia di Raffaello Matarazzo (1963)

### Televisione
- Tessa la ninfa fedele, miniserie televisiva, regia di Mario Ferrero (1957)
- La Pisana, miniserie televisiva, regia di Giacomo Vaccari (1960)
- Mulini a vento, commedia di Edoardo Anton, regia di Mario Landi, trasmessa il 22 luglio 1960.
- Graziella, miniserie televisiva, regia di Mario Ferrero (1961)
- Il conte di Montecristo, miniserie televisiva, regia di Edmo Fenoglio (1966)

## Doppiaggio
- Anouk Aimée in 8 1/2
- Sue Ellen Blake in Il bidone
- Dorian Gray in Le notti di Cabiria
- Madeleine Fischer in Le amiche, Lo scapolo
- Ilaria Occhini in Terza liceo
- Alessandra Panaro in Rocco e i suoi fratelli
- Leonora Ruffo in Ricordami

## Prosa teatrale

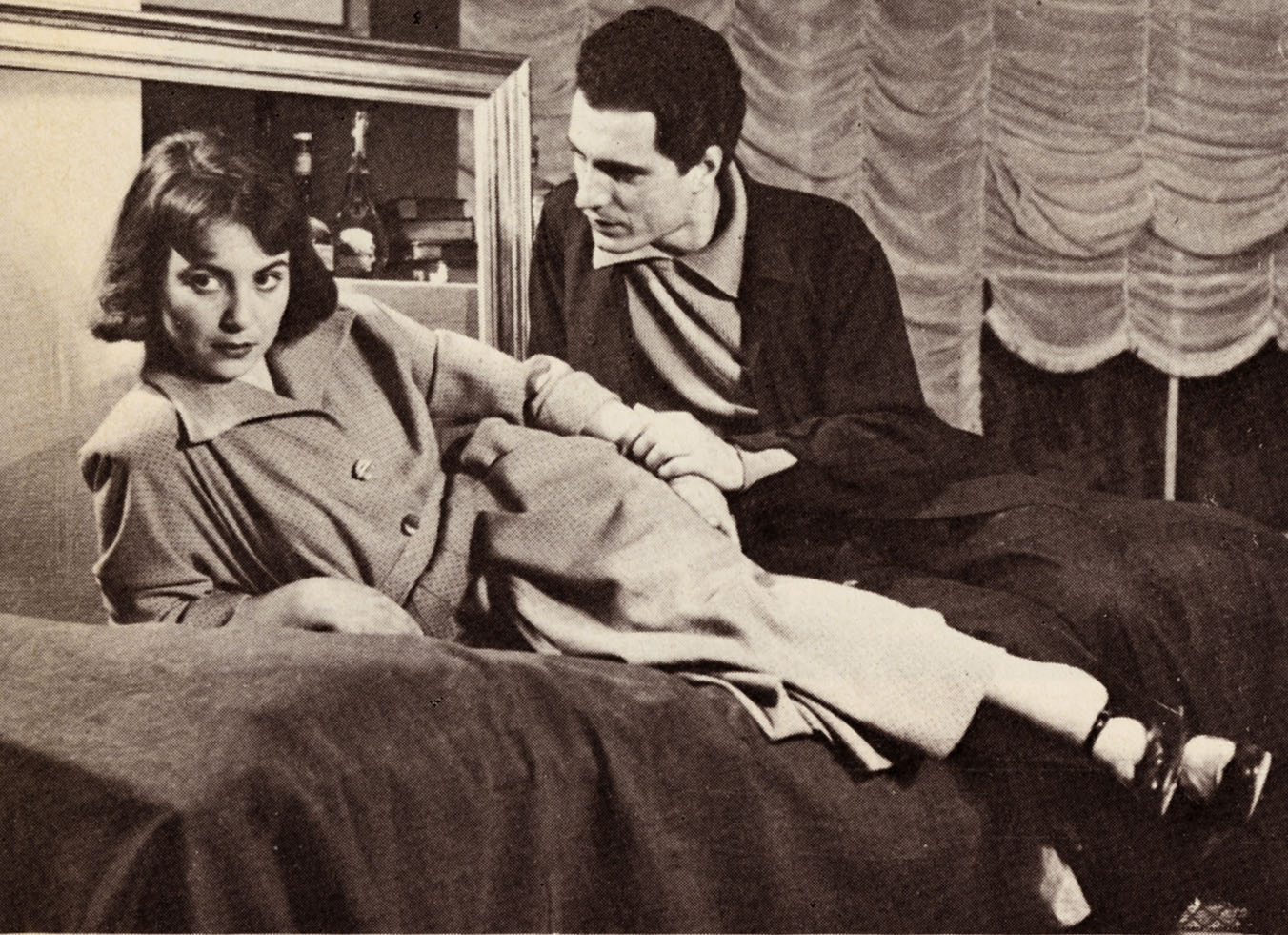
Fulvia Mammi e Nino Manfredi in teatro (1947)

- La trilogia della villeggiatura di Carlo Goldoni, regia di Giorgio Strehler, prima al Piccolo Teatro di Milano il 23 novembre 1954.
- Il giardino dei ciliegi di Anton Čechov, regia di Strehler, prima al Piccolo Teatro di Milano il 13 gennaio 1955.
- La governante, regia di Giuseppe Patroni Griffi, 1964, 1965
- Le lacrime amare di Petra Von Kant, di Rainer Werner Fassbinder, regia di Mario Ferrero, Roma, Piccolo Eliseo, 23 aprile 1979.

## Prosa televisiva Rai
- Mario e Maria, commedia di Sabatino Lopez, regia di Silverio Blasi, trasmessa il 23 marzo 1956.

Gilberto Govi e Fulvia Mammi nella commedia Si chiude di Sabatino Lopez Rai tv 1958

- L'importanza di essere Franco (L'importanza di chiamarsi Ernesto) di Oscar Wilde, regia di Mario Ferrero, trasmessa il 1º agosto 1958.[1]
- Il cuore e il mondo di Lorenzo Ruggi, regia di Mario Landi, trasmessa il 18 novembre 1959.
- Zio Vania di Anton Čechov, regia di Claudio Fino, trasmessa il 13 aprile 1962.
- Delirio a due, regia di Vittorio Cottafavi, trasmessa il 28 ottobre 1967.

## Prosa radiofonica Rai
- Il Capitano Carvallo, di Denis Cannan, regia di Mario Ferrero, trasmessa il 8 settembre 1952
- Prova generale, radiocommedia di Lina Wertmüller e Matteo Spinola, regia di Nino Meloni, trasmessa il 14 gennaio 1956.
- Nozze di sangue di Federico García Lorca, regia di Mario Ferrero, trasmessa il 21 giugno 1963.
- I lupi e le pecore, regia di Pietro Masserano Taricco, trasmessa il 12 settembre 1963.